# Chloridolum aureodorsalis
Chloridolum aureodorsalis är en skalbaggsart som beskrevs av Hüdepohl 1989. Chloridolum aureodorsalis ingår i släktet Chloridolum och familjen långhorningar.
Artens utbredningsområde är Filippinerna. Inga underarter finns listade i Catalogue of Life.